# 20-мм автоматична гармата Breda 20/65 Mod. 1935
20-мм автоматична зенітна гармата Breda 20/65 Mod. 1935 (нім. Breda 20/65 Mod. 1935), також відома як Breda Model 35 — італійська зенітна гармата періоду Другої світової війни. 20-мм зенітна гармата призначалася для встановлення на кораблі Королівського флоту Італії для забезпечення їхньої протиповітряної оборони та боротьби з літаками, що летять на невеликих висотах. Надалі використовувалась також сухопутні версії зенітної гармати, зокрема на рухомій базі (колісної та гусеничної).

## Історія
20-мм автоматична зенітна гармата Breda 20/65 Mod. 1935 широко застосовувалась на кораблях Королівського флоту як одноствольна, так і як двоствольна артилерійська система. Разом з 37-мм зенітною гарматою Breda Mod. 1932/1938/1939 була основним засобом ППО на кораблях ВМС. Використовувався на двох станках для стрільби Model 1939 і 1940; другий встановлювався на малих бойових кораблях типу корвет та катерах типу MAS. Однак, через низку бойову ефективність стрільби проти літаків, з 1941 року зенітні гармати Breda 20/65 Mod. 1935 поступово змінювались на 20-мм зенітні гармати «Ерлікон» швейцарського виробництва.